# João (comandante de federados)
João (em latim: Ioannes) foi um oficial bizantino do século VI, ativo durante o reinado do imperador Justiniano (r. 527–565). Em 533, era um dos nove comandantes (Altias, Cipriano, Cirilo, Doroteu, Marcelo, Martinho, Salomão e Valeriano) de tropas federados que participaram na expedição de Belisário na África. Na Batalha de Tricamaro de dezembro foi um dos oficiais que comandaram a ala esquerda do exército imperial e é possível que tenha participado na Batalha de Cartago de setembro. Talvez possa ser identificado com João Troglita, pois este havia participado nesta expedição, mas Procópio de Cesareia não faz tal associação.